# تخدد (طرق)

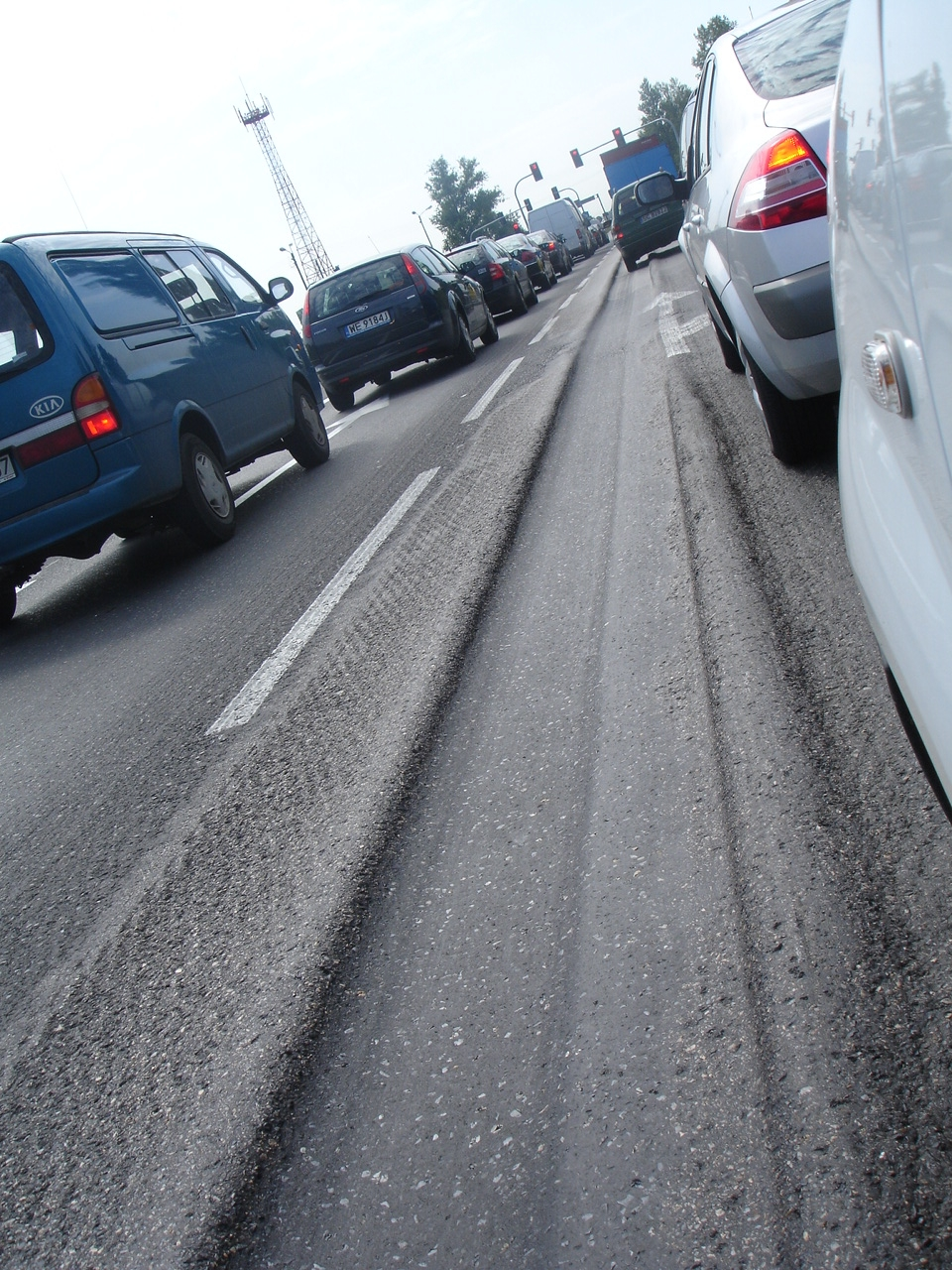
طريق يعاني من ظاهرة التخدد

التخدد (بالإنجليزية: Rutting أو Grooving)‏ هو منخفض أو ثلم يحدث في طريق أو درب بسبب حركة العجلات أو المزلاجات. يمكن أن تتشكل الأخاديد بسبب التآكل، وذلك من صدمات إطارات الثلج الشائعة في مناطق المناخ البارد، أو يمكن أن تتشكل بسبب تشوه خرسانة الأسفلت أو طبقة الرَصف أو طبقة ما تحت الأساس. تُعد الشاحنات المحملة بشكل كبير السبب الرئيسي لحدوث التخدد في الطرق الحديثة. تطبع هذه الشاحنات المحملة بشدة تعابير إطاراتها على الطريق مع مرور الزمن، مسببةً الأخاديد. التخدد هو عيب شائع في طبقة الرصف وغالبًا ما يُستخدم كمؤشر في عمليات نمذجة أداء الرَصف.
تمنع الأخاديد جريان ماء المطر إلى جانب الطريق حيث الخنادق أو المزاريب. يُعد ماء المطر المحجوز في الأخاديد عامل مساهم شائع للحوادث الناجمة عن التزحلق على الماء. يمكن للأخاديد الحادة أن تعيق تسيير المركبة إذ أنها تواجه صعوبة في القيادة خارج الأخدود. يُقال بأن المركبة علقت في الأخدود، إذا أمكنها السير إلى الأمام والخلف ولم تتمكن من القيادة خارجه نهائيًا.
يمكن إزالة الأخاديد في الطرق الحصوية من خلال تدريج سطح الطريق. يمكن ملئ الأخاديد في طبقة الرصف بالأسفلت، ثم يُضاف إليها طبقة أخرى من الأسفلت، لكن يمكن تحقيق نتائج أفضل عادةً من خلال قشط السطح لاستعادة الميل العرضي المناسب، ثم إعادة السطح. إذا تشكل التخدد بسبب تشوه القاعدة التحتية أسفل طبقة الرصف، فإن الإصلاح الوحيد طويل الأجل هو ترميم كامل طبقات الطريق.
عمومًا يُوصف التخدد من ناحية عمقه. يُقاس التخدد حسب السرعات المسموحة في الطرق السريعة بجهاز قياس تخطيطي ليزري/عطاليّ لسطح الطريق.
يمكن استخدام عبارة علق في أخدود (stuck in a rut) (والمقصود علق في روتين ممل) مجازيًا للإشارة إلى وضع غير قابل للتغير مع تقدم الزمن أو من غير الممكن توجيهه بالطريقة المرغوبة.

## الطرق ذات الأخاديد
يمكن للتخدد أن يكون مُتعمّدًا أيضًا. أنشأ الآشوريون والبابليون والفرس واليونانيون القدماء طرقًا مع أخاديد اصطناعية من أجل العجلات، قُطعت هذه الأخاديد عن عمد في الصخر. تباعدت الأخاديد عن بعضها البعض بنفس مقدار البعد بين العجلتين وفقًا لمجاز عجلة عربة عادية، وهكذا تشكلت أثلام وجّهت العربات على الطريق المخدد. وصلت هكذا طرق قديمة مخددة، مدنًا كبيرة بمواقع مقدسة، من أثينا إلى إليوسيس، أو من أسبرطة إلى أيكليا، أو من إليس إلى أوليمبيا. كان التباعد بين الأثلام الحجرية، 138 سم إلى 144 سم. وُجد أكبر عدد لطرق حجرية محفوظة، أكثر من 150 طريق، في مالطا.
اتسمت بعض هذه الطرق الحجرية المخددة القديمة ببُعد نظر. نحو عام 600 قبل الميلاد أنشأ سكان كورينث القديمة ما يُعرف باسم طريق الديولكوس، الذي يعتبره البعض أول سكة حديد في العالم. كان الديولكوس عبارة عن طريق من مادة بناء خشنة صلبة من الحجر الكلسي مع سكك مثلمة (ذات أخاديد للعجلات)، سُحبت على طول هذا الطريق عربات خشبية مسطحة تحمل سفن بأكملها مع البضائع بواسطة العبيد أو جُرّت بواسطة الحيوانات. تباعدت الأثلام بنحو 1.67 متر بين مراكزها.